# زنبق‌دریایی‌سانان کوتاه
زنبق‌دریایی‌سانان کوتاه (به لاتین: Cyrtocrinida) راسته‌ای از نیلوفرهای دریایی است که شامل دو زیرراسته و سه خانواده است.

## خانواده‌ها
ثبت جهانی گونه‌های دریایی شامل گروه‌های زیر به ترتیب است:
- زیرراسته Cyrtocrinina
  - خانواده Sclerocrinidae Jaekel، 1918
- زیرراسته Holopodina
  - خانواده Eudesicrinidae Bather، 1899
  - خانواده Holopodidae Zittel، 1879